# Elbert Luther Little
Elbert L. Little, Jr. (Fort Smith, Arkansas, 15 de octubre de 1907 - 2004) fue un botánico y profesor estadounidense.

## Biografía
Hijo de Elbert Luther (un agente fiscal de ferrocarriles) y de Josephine Conner. La familia migra con su hermana bebé, Josephine, a Muskogee (Oklahoma) en 1909. Se gradúa del bachillerato en 1923 y fue miembro del "National Honor Society". Asiste al "Muskogee Junior College" entre 1923 a 1924 tomando su primer curso de Biología de verano, a campo, en Colorado, bajo la enseñanza del "McPherson College of Kansas" en 1924. Estudia tres años en la Universidad de Oklahoma, obteniendo su Ms.Sc en Botánica en 1927. Y estudiará para su doctorado en la "Estación Biológica de la Universidad de Michigan", en 1927. Luego pasa dos años en la University of Chicago, perfeccionándose en Botánica, y en Ecología vegetal con los profesores Henry C. Cowles y George D. Fuller. En el estío de 1928, participa en un curso de Ecología con el Dr. Cowles de la Utah State University. En 1929 recibe en marzo su M.S. y en diciembre su Ph.D., ambos en Botánica de la Universidad de Chicago. Y ambas tesis fueron sobre estudios de la flora de Oklahoma.
En 1930 Elbert trabaja en la "Oklahoma Forest Commission", en "Broken Bow". Tenía una fenomenal memoria sobre gente e incidentes, e.g., 50 años después de haber estado en "Broken Bow" retornó a esa área y pudo hallar sus parcelas experimentales.
De 1930 a 1933 enseña en la "Southwestern State College de Weatherford". En 1932 es galardonado con un B.S. en Zoología por la Universidad de Oklahoma; y en 1933 estudia Educación en la " Northeastern Oklahoma State University".
Por 8 años será ecólogo forestal en el Servicio Forestal de los Estados Unidos en Tucson, Arizona. Investiga plantas venenosas, manejo de humedales, y la asociación piñón-junípero en Nueva México y en Arizona. En 1942 se mudó a Washington D. C., donde fue un dendrólogo] en el "Servicio Forestal de EE. UU. por 34 años; siendo Jefe de 1967 a 1975. Halla cerca de 50 nuevas especies arbóreas tropicales; a muchas de las cuales nombró.
El 14 de agosto de  1943, Elbert se casa con Ruby Rema Rice. Ruby fue una botánica investigadora, retirada del "Agricultural Research Service" del USDA. Tuvieron tres hijos: Gordon Rice, Melvin Weaver, y Alice Conner.
Escribió 23 libros, y 150 manuales, boletines, y artículos en revistas botánicas. Su obra cubre desde árboles del Ártico en Alaska a los trópicos de Centro y Sudamérica, Caribe, Hawaii. También escribió en castellano que lo manejaba con fluidez. Dos de sus textos:
- Audubon Society Field Guide to North American Trees (Eastern & 82 OAS Galardón al Mérito 1992 de las Regiones Occidentales, publicado por Knopf), vendió 1.024.315 copias (al 29 de julio de 1993) y aún sigue disponible. Revisaría "Forest Trees of Oklahoma" en 1981.

Little sirvió como representante forestal de EE. UU. a la "Comisión Internacional para la Nomenclatura de Plantas Cultivadas (1956 a 1975) y fue editor del Código Internacional de Nomenclatura para Plantas Cultivadas (ICNP). Fue profesor visitante en VPI (1966 a 1967), de la "Universidad de Distrito fr Columbia" en 1979, "Universidad de Los Andes de Mérida", Venezuela (de 1953 a 1954), "Centro Agronómico Tropical de Investigación y Enseñanza at Turrialba", Costa Rica (de 1964 a 1965 y en 1967), y dio un curso corto en Nicaragua en 1971. Trabajó en FAO en México (1960), Ecuador (1965, 1975), y en Nicaragua (1971).

## Honores
La "Academia de Ciencias de Oklahoma" lo elige miembro aun siendo estudiante en 1925, y publicaría un Art. al año siguiente, fue galardonado como el "Científico del Año 1992"

### Membresías
Miembro de
- Sociedad de Forestadores de EE. UU.
- Asociación de EE. UU. para el Avance de la Ciencia
- Oklahoma Academy of Science
- Washington (D.C.) Academy of Science
- Explorers Club
- Instituto de EE. UU. de Ciencias Biológicas (miembro de su Comité Ejecutivo, 1950-60)
- Botanical Society of America
- Ecological Society of America
- Botanical Society of Washington (D.C.)
- American Society of Plant Taxonomists
- International Society of Plant Taxonomists
- California Botanical Society
- Society for Economic Botany
- Sociedad Botánica de México
- American Fern Society
- American Bryological & Lichenological Society
- Phi Beta Kappa
- Sigma Xi
- Phi Sigma
- Beta Beta Beta
- Southern Appalachian Botanical Society
- American Forestry Association
- Oklahoma Forestry Association
- International Society of Tropical Foresters

Little continuó siendo productivo luego de su "retiro" del "Forest Service" en 1975.

### Epónimos
- (Asteraceae) Carramboa littlei (Aristeg.) Cuatrec.[1]
- (Rosaceae) Prunus littlei Pérez-Zab.[2]
- La abreviatura «Little» se emplea para indicar a Elbert Luther Little como autoridad en la descripción y clasificación científica de los vegetales.[3]